# Timàlia daurada
La timàlia daurada (Cyanoderma chrysaeum) és un ocell de la família dels timàlids (Timaliidae).

## Hàbitat i distribució
Viu entre la malesa dels boscos i zones arbustives i bambú, a les muntanyes, al nord de l'Índia, Myanmar, sud de la Xina, Tailàndia, nord d'Indoxina, la península Malaia i Sumatra.
Sumatra